# Óxido de fósforo(III)

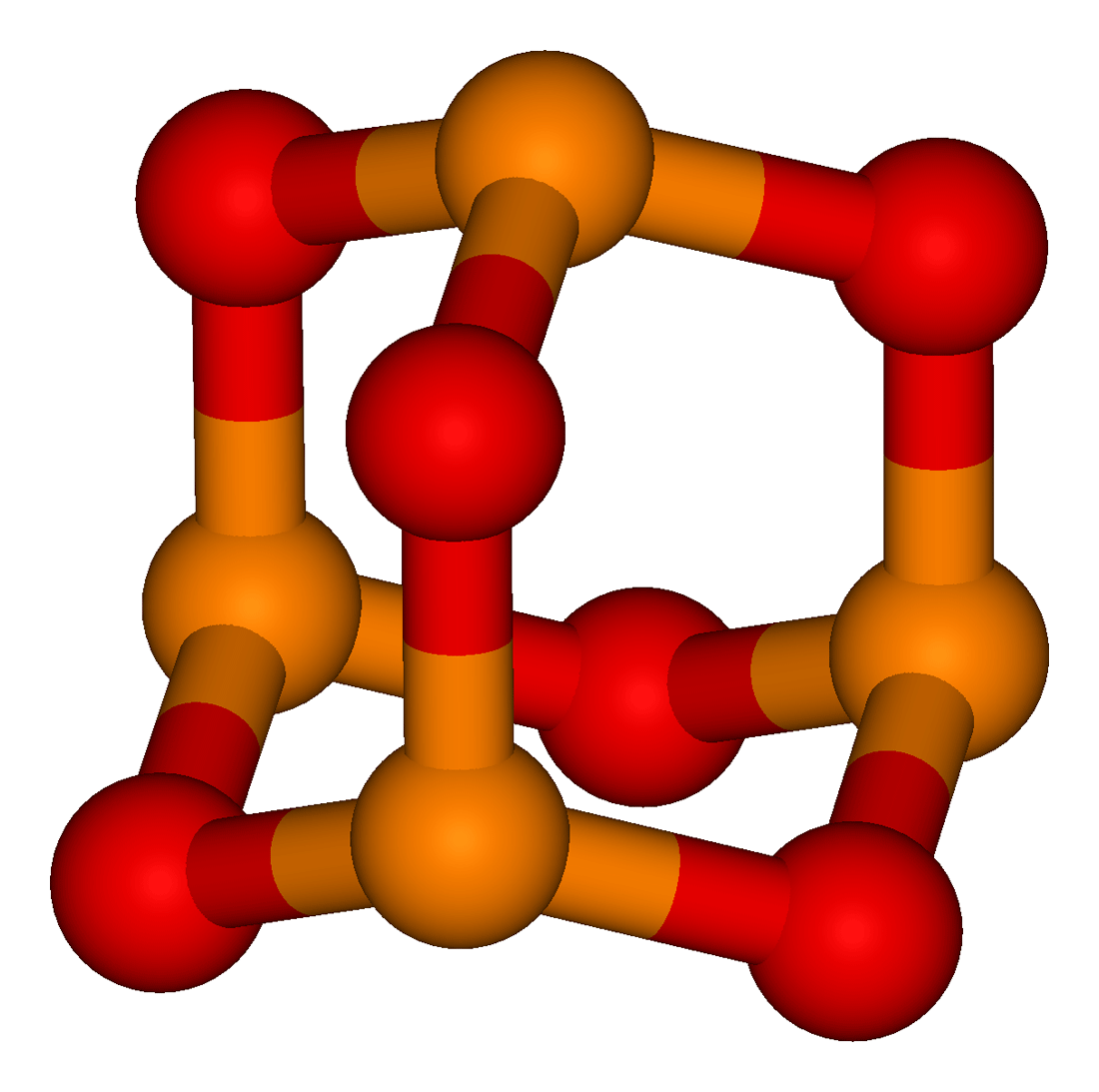
Trióxido de fósforo.

El óxido de fósforo(III), trióxido de difósforo o anhídrido fosforoso (de fórmula P2O3) es el anhídrido del tautómero inestable del ácido fosforoso. También es un ligando para los metales de transición.
Aparece en la naturaleza como hexaóxido de tetrafósforo P4O6. Contiene seis átomos  de oxígeno, cada uno de ellos unido a dos fósforos a lo largo de las aristas del tetraedro de fósforos.
En estado vapor está constituido  por moléculas  discretas  cuyas posiciones de los P se corresponden  con los vértices  del tetraedro regular.
La distancia P - O de oxígenos  puente, es decir, los unidos a dos fósforos  es de 1,65 Angstrom que se corresponde con la longitud de enlace simple P-O.

## Preparación
El óxido de fósforo (xx) se obtiene por combustión del fósforo tetraftómico:
P4 + 3 O2 → P4O6
Se obtiene el trióxido de fósforo mediante la combustión del fósforo  blanco en cantidad regulada de oxígeno. Las impurezas del fósforo blanco se transforman mediante radiación ultravioleta en fósforo rojo  y el trióxido se separa con un disolvente  orgánico.

## Propiedades químicas
1. El óxido de fósforo(III) reacciona con agua fría para obtener ácido fosforoso (H3PO3):
P2O3 + 3 H2O → 2 H3PO3
2. El óxido de fósforo(III) reacciona vigorosamente con agua caliente para obtener fosfina inflamable (PH3) y ácido fosfórico:
P4O6 + 6 H2O → PH3↑ + H3PO4
3. Con el calor se descompone en fósforo  rojo y en óxidos intermedios.
4. El P4O6 reacciona con el ozono a 195 K para dar el compuesto inestable P4O18.
Es soluble en disolventes orgánicos y también en agua formando el ácido fosforoso mediante una reacción complicada (arriba expuesta).

## Propiedades físicas
Es incoloro, volátil. Se desconoce  la estructura  en estado sólido.
Punto de fusión: 23,8 C
Punto de ebullición: 175 C